# Rua Mariz e Barros

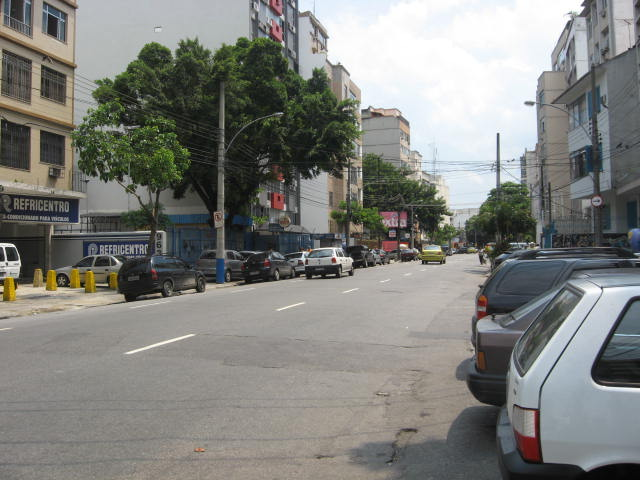
Rua Mariz e Barros próximo ao Hospital Gaffrée e Guinle.

Rua Mariz e Barros é um logradouro que corta os bairros da Praça da Bandeira, Maracanã e Tijuca, na Zona Norte do Rio de Janeiro.

## História
É uma importante via dos bairros da Grande Tijuca, interligando a região ao Centro do Rio de Janeiro e a Zona Sul (por meio do Túnel Rebouças).
Começa na Praça da Bandeira, passa pelo bairro do Maracanã e chega a Tijuca onde se localiza seu maior trecho, terminando na Rua São Francisco Xavier, tendo a Rua Almirante Cochrane como seu prolongamento.

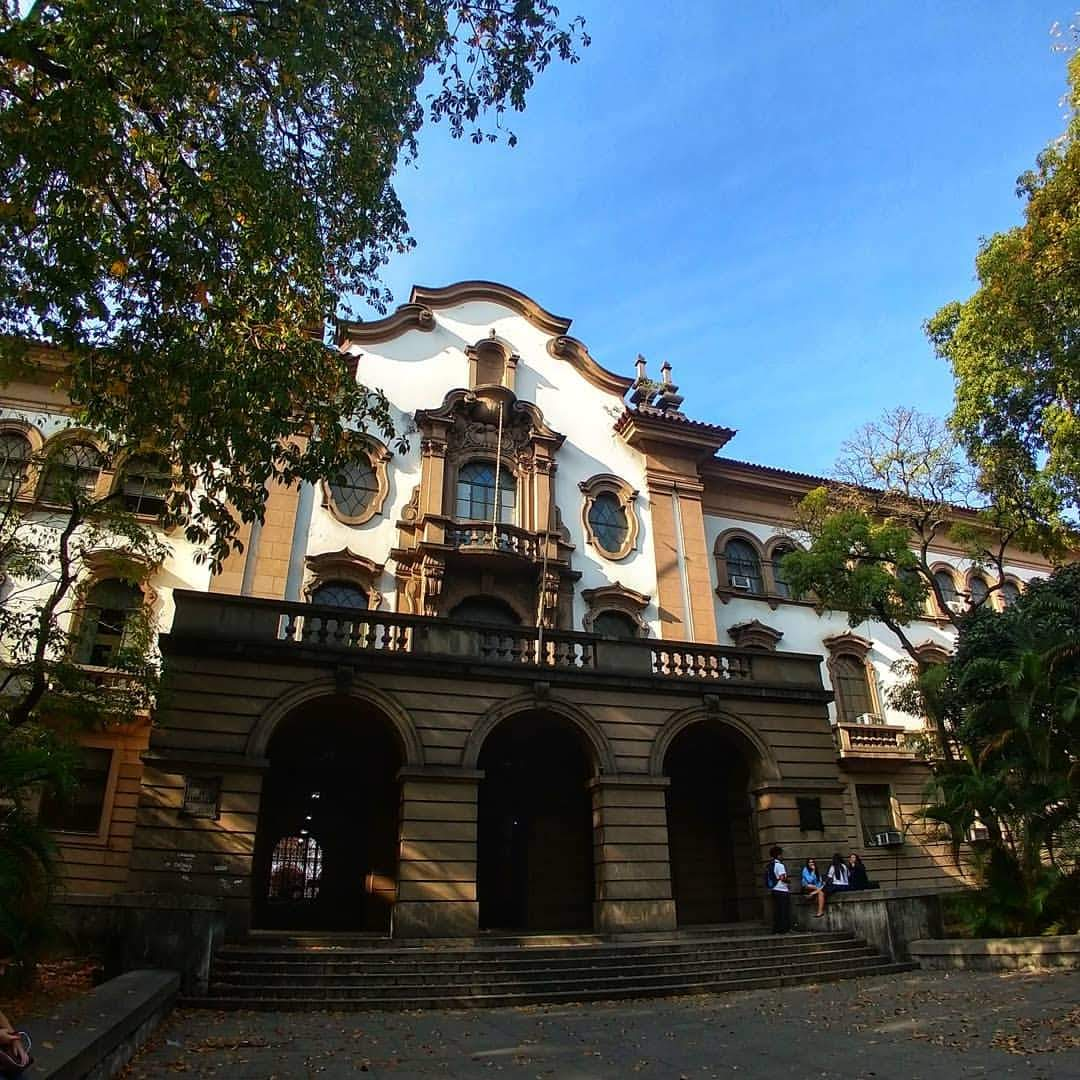
Fachada do Instituto Superior de Educação do Rio de Janeiro.

Antiga Rua Nova do Imperador, desde 1840, em 31 de outubro de 1917, teve a sua denominação alterada pelo Decreto n.º 1.165 da Prefeitura do Distrito Federal, em homenagem ao capitão-tenente Antônio Carlos de Mariz e Barros, da Marinha do Brasil, comandante do Encouraçado Tamandaré, morto em combate com a Fortaleza de Itapiru, em 27 de março de 1866.
Sua primitiva extensão começava no antigo Largo do Matadouro (atual Praça da Bandeira) e terminava na Praça Sáenz Peña, integrada que era o trecho da atual Rua Almirante Cochrane, cujo desmembramento se deu em 1922. O seu início compreendia o bairro de São Cristóvão, que então incluía a região da Praça da Bandeira, e a Freguesia do Engenho Velho, hoje absorvida pela Tijuca, na região compreendida entre a Rua Campos Sales e a Rua São Francisco Xavier.

## Educação
Ao longo desta situa-se alguns colégios, dentre eles o Instituto Guanabara e o tradicional Instituto Superior de Educação do Rio de Janeiro (antigo Instituto de Educação do Rio de Janeiro), entre outros cursos e o tradicional Hospital Gaffrée e Guinle da Escola de Medicina e Cirurgia/UNIRIO, com arquitetura e decoração francesa.